# Frans Johan van Lanschot
Frans Johan van Lanschot ('s-Hertogenbosch, 16 september 1875 - Helvoirt, 28 oktober 1949) was een Nederlands jurist en burgemeester van 's-Hertogenbosch.

## Leven en werk
Van Lanschot was een telg uit de bankiersfamilie Van Lanschot, die tot de elite van 's-Hertogenbosch behoorde. Hij was een zoon van de advocaat en procureur en burgemeester van 's-Hertogenbosch Henricus Ferdinandus Maria van Lanschot en Johanna Paulina Walburga Kraemer. Hij trouwde op 31 augustus 1903 met jonkvrouw Maria Joanna Henrica van Meeuwen. Uit dit huwelijk werden vijf zonen en drie dochters geboren. Hun zoon Frans Joseph Johan Lodewijk van Lanschot is ook burgemeester geworden.
Van Lanschot studeerde rechten aan de Universiteit Utrecht. Hij was advocaat en daarna griffier bij het kantongerecht in 's-Hertogenbosch. Hij was van 1907 tot 1917 lid van de gemeenteraad van 's-Hertogenbosch. In 1917 trad hij in het voetspoor van zijn vader, toen hij werd benoemd tot burgemeester van 's-Hertogenbosch. Deze functie zou hij tot 1941 vervullen toen hij, vanwege zijn leeftijd, eervol ontslag kreeg. Na de Tweede Wereldoorlog werd dit eervolle ontslag nogmaals bevestigd. Daarnaast was Van Lanschot griffier van de Illustre Lieve Vrouwe Broederschap.